# Federico Savino
Federico Savino, né le 10 juillet 2004 à Pise, est un coureur cycliste italien.

## Biographie
Federico Savino est né à Pise, d'un père agent de sécurité et d'une mère femme au foyer. Très tôt intéressé par le vélo, il prend sa première licence à l'âge de six ans dans un club de Vecchiano. Il poursuit sa progression dans les catégories de jeunes, où il remporte de nombreuses courses en Toscane. Doté d'un grand gabarit,, il est décrit comme un bon rouleur, à l'aise aussi dans les bosses. 
Lors de la saison 2022, il se distingue en obtenant sept victoires au niveau individuel. Il s'impose notamment sur une étape de la Course de la Paix juniors, une course inscrite au calendrier de la Coupe des Nations Juniors. La même année, il termine cinquième du championnat d'Italie du contre-la-montre juniors, ou encore sixième du Trofeo Buffoni. Il représente par ailleurs l'Italie aux championnats du monde, disputés à Glasgow. 
Grâce ses bonnes performances, il intègre la réserve de l'équipe Soudal Quick-Step en 2023. Au printemps 2024, il gagne la dernière étape du Circuit des Ardennes. Il finit également quinzième de la Volta Limburg Classic, au milieu des professionnels.

## Palmarès
- 2021
  - 3e de la Coppa 29 Martiri di Figline di Prato
- 2022
  - 5e étape de la Course de la Paix juniors
  - 2e du Trophée de la Ville de Châtellerault
  - 3e de la Coppa Pietro Linari
- 2024
  - 3e étape du Circuit des Ardennes
  - Grand Prix de la ville de Halle
  - 2e du Tour de Lombardie espoirs